# 王炳文
王炳文（？—？），山东惠民人，清朝政治人物。举人出身。
同治四年，署任廣東廣州府永安縣知縣（現紫金縣知縣）。后由麟壽接任。